# Strangalia attenuata
Strangalia attenuata је врста инсекта из реда тврдокрилаца (Coleoptera) и породице стрижибуба (Cerambycidae). Сврстана је у потпородицу Lepturinae.

## Распрострањеност
Врста је распрострањена на подручју Европе, Русије, Кавказа, Јужног Кавказа и Ирана. У Србији је честа врста, среће се од равничарских до планинских предела.

## Опис
Глава и пронотум су црне боје, а покрилца црна са различитим жутим или наранџастим попречним пругама. Тело је врло уско, још више се сужава ка задњем делу. Ноге су претежно наранџасте боје. Антене црвенкастобраон или црнкасте, средње дужине. Последњих пет сегмената има при крајевима, ка споља окренуту, равну матирану јаму која је посебно изражена код мужјака. Дужина тела је од 8 до 17 mm.

## Биологија
Животни циклус траје најмање две године. Ларва се развија у мртвом и трулом дрвећу. Адулти су активни од маја до августа, а могу се срести на цветовима разних биљака. Као биљка домаћин јављају се различите врсте листопадног дрвећа (јова, храст, бреза, леска, брест, итд.).

## Синоними
- Leptura attenuata Linnaeus, 1758
- Leptura (Typocerus) attenuata Linnaeus, 1758
- Leptura quadrifasciata (Linnaeus) Bechstein, 1804 (misidentification)